# Hochkirchliche Vereinigung Augsburgischen Bekenntnisses

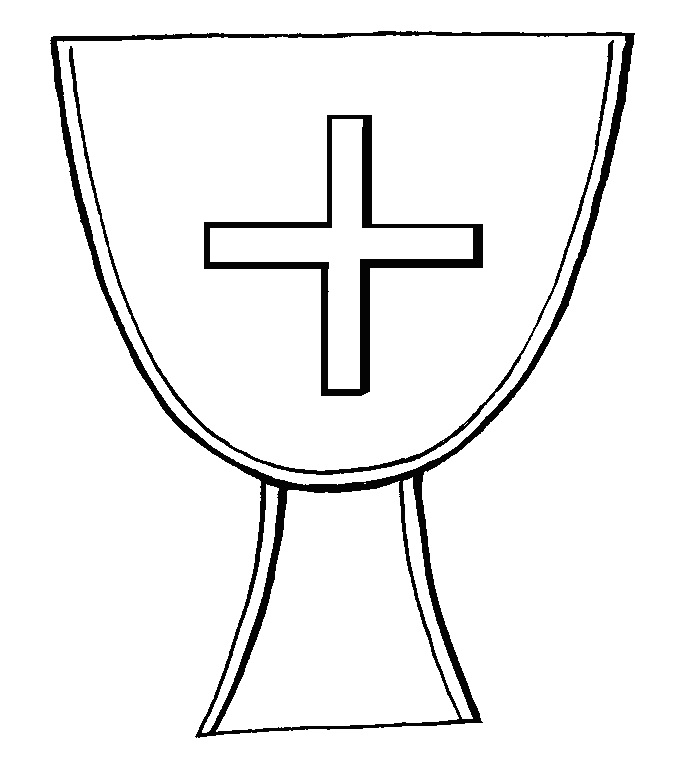
Symbol der Hochkirchlichen Vereinigung (HV)

Die Hochkirchliche Vereinigung Augsburgischen Bekenntnisses ist ein gemeinnütziger Verein mit dem Ziel, ein sakramentales und katholisches Verständnis von Kirche innerhalb protestantischer Kirchen zu fördern. Ihr Selbstverständnis drückt sich in dem Begriff von der Evangelischen Katholizität aus.
Sie wurde am 9. Oktober 1918 in Berlin gegründet und hat Mitglieder aus vielen Kirchen vor allem aus dem deutschsprachigen Raum. Ihren geistlichen Kern bildet seit 1929 die Hochkirchliche St.-Johannes-Bruderschaft.

## Entstehung
Der schleswig-holsteinische Pastor Heinrich Hansen veröffentlichte 1917, ähnlich wie sein Landsmann Claus Harms 1817, zur Jahrhundertfeier der Reformation 95 kirchenkritische Thesen „Stimuli et clavi“: die Deutschen Evangelischen Kirchen sollten umkehren und zur vom Evangelium bestimmten Katholizität zurückkehren. Die Hochkirchliche Vereinigung (Zusatz: Augsburgischen Bekenntnisses, seit 1938) entstand darauf am 10. November 1918 in Berlin. Sie wurde von H. Hansen von 1918 bis 1919 geleitet und von ihm zunächst konfessionell-lutherisch geprägt. In seinem Geiste folgten ihm bis 1924 Ulrich Bettac (1879–1959), von 1924 bis 1927 Heinrich Mosel (1888–1961) und von 1927 bis 1929 Oskar Johannes Mehl. Von 1929 bis 1962 war der Religionswissenschaftler Prof. Dr. Friedrich Heiler (Marburg), der 1919 durch Bischof Nathan Söderblom in das reformatorische Kirchentum aufgenommen worden war, Vorsitzender der Hochkirchlichen Vereinigung. Er gab der Vereinigung eine stärker ökumenische Ausrichtung als seine Vorgänger, was sich darin niederschlug, dass sie von 1945 bis 1975 den Namen "Evangelisch-Ökumenische Vereinigung" trug. Der Namensteil hochkirchlich bezeugt die Nähe zur englischen High Church und damit einer auf die Zukunft der Kirche des Nizänischen Glaubensbekenntnisses, überkonfessionellen Christseins mit protestantischen, römisch-katholischen und orthodoxen Zügen.

## Selbstverständnis
Die Hochkirchliche Vereinigung versteht sich als Erneuerungsbewegung in der evangelischen Kirche „im Dienst an der Einen Heiligen Kirche Jesu Christi.“ Diese Erneuerung vollzieht sich in der „wechselseitigen Anerkennung der Ämter“ und in der „Verantwortung vor der Ökumene, denn die Kirche der Zukunft wird ökumenisch sein oder sie wird nicht sein.“ Erneuerung geschieht auch im persönlichen Leben durch die Beichte (Einzelbeichte) und im „geschwisterlichen Umgang mit Schuld.“ Erneuerung geschieht auch durch Vertiefung der Gemeinschaft und durch „Opfer an Zeit, Geld und Hilfe für andere.“ Evangelisch ist die Inanspruchnahme der Freiheit des Evangeliums und seiner prophetischen Züge, katholisch auf allumfassend, auf das Verbindende unter den Einzelnen und den Kirchen.

## Evangelische Katholizität
Die Hochkirchliche Vereinigung definiert Evangelische Katholizität in etwa folgendermaßen: „Beide Aspekte christlichen Lebens gehören zusammen. Niemand ist entweder nur ‚evangelisch‘ oder nur ‚katholisch‘.“ Einem Auseinanderfallen dieser beiden Aspekte entgegenzuwirken, die Bereitschaft aufeinander zu hören, miteinander zu sprechen und nachzudenken, das ist die Aufgabe, die sich die Hochkirchliche Vereinigung gestellt hat. Keine und keiner, auch keine Kirche oder Gemeinde, ist in sich schon vollkommen. Sie muss hören, lernen und sich ändern. Jede verfasste Kirche muss sich ihrer Evangelischen Katholizität bewusst sein oder werden. Ziel ist die sichtbare Einheit der Einen Heiligen Kirche. Im Amt des Bischofs (Petrusdienst), dem Amt des Presbyters/Priesters, der Ordination und der Apostolischen Sukzession mit ihren drei Elementen: traditio – successio – communio sieht sie die Zeichen und Gestalt der Einheit, die sich in der Feier des Gottesdienstes mit Heiligem Abendmahl (Eucharistie) verwirklicht.

## Aktivitäten
Die Hochkirchliche Vereinigung unterhält eine Zeitschrift und einen Verlag Eine Heilige Kirche, hält Theologische Fachtagungen zu aktuellen ökumenischen Fragestellungen ab und versteht sich als Plattform des ökumenischen Austauschs und Lernens voneinander.